# Nord 3400 Norbarbe
Il Nord 3400 Norbarbe era un monomotore ad ala alta prodotto dall'azienda francese Nord Aviation a cavallo degli anni sessanta ed utilizzato, nel ruolo di aereo da osservazione e collegamento, principalmente dall'Aviation légère de l'armée de terre, la componente aerea dell'esercito francese.

## Storia

### Sviluppo
Nella seconda metà degli anni cinquanta l'Armée de terre, l'esercito francese, emise una specifica per la fornitura di un nuovo aereo da osservazione biposto che potesse essere utilizzato anche come aeroambulanza nell'evacuazione dei feriti in missioni MEDEVAC. Alla richiesta rispose la Nord Aviation con un velivolo di impostazione classica caratterizzato dall'ala alta, cabina di pilotaggio a due posti affiancati e carrello d'atterraggio fisso.
Il primo prototipo, marche F-MBTD, venne portato in volo per la prima volta il 20 gennaio 1958 equipaggiato con un motore Potez 4D30 da 240 CV (176,5 kW) ottenendo risultati incoraggianti, tuttavia si ritenne necessario introdurre alcune modifiche. Nel corso dell'anno venne portato in volo un secondo prototipo che differiva dal primo per un'ala dalla maggior superficie e per l'adozione di una motorizzazione più potente, il Potez 4D34 da 260 CV (191 kW). I risultati dei test di volo confermarono la risoluzione dei problemi iniziali e venne giudicato idoneo per l'avviamento alla produzione in serie. Il governo francese emise un contratto per la fornitura di un lotto di 150 esemplari nella sua configurazione finale, il primo quali venne consegnato il 9 luglio 1959, e che si esaurì con la consegna dell'ultimo esemplare nel marzo 1961.

### Impiego operativo
Tutti gli esemplari vennero assegnati ai reparti dell'Aviation légère de l'armée de terre (ALAT), sei dei quali vennero trasferiti alla Gendarmerie nationale rimanendo in servizio con compiti secondari per la rapida sostituzione con elicotteri, più funzionali alle operazioni a loro affidate. Con questi ultimi il Nord 3400 venne impiegato nel controllo del traffico stradale e in operazioni di controllo nelle dimostrazioni popolari, in particolare quella che interessò il campo d'aviazione Ville Marie a La Teste-de-Buch tra il 1972 ed il 1974.

## Utilizzatori
Francia
- Aviation légère de l'armée de terre
- Gendarmerie nationale

operò con 6 esemplari 1972-1974.

## Velivoli comparabili
Stati Uniti
- Cessna O-1 Bird Dog